# Újezd u Přelouče
Újezd u Přelouče, bis 1993 Újezd (deutsch Augezd, 1939–45 Aujest) ist eine Gemeinde in Tschechien. Sie liegt sieben Kilometer südlich von Chlumec nad Cidlinou und gehört zum Okres Pardubice.

## Geographie

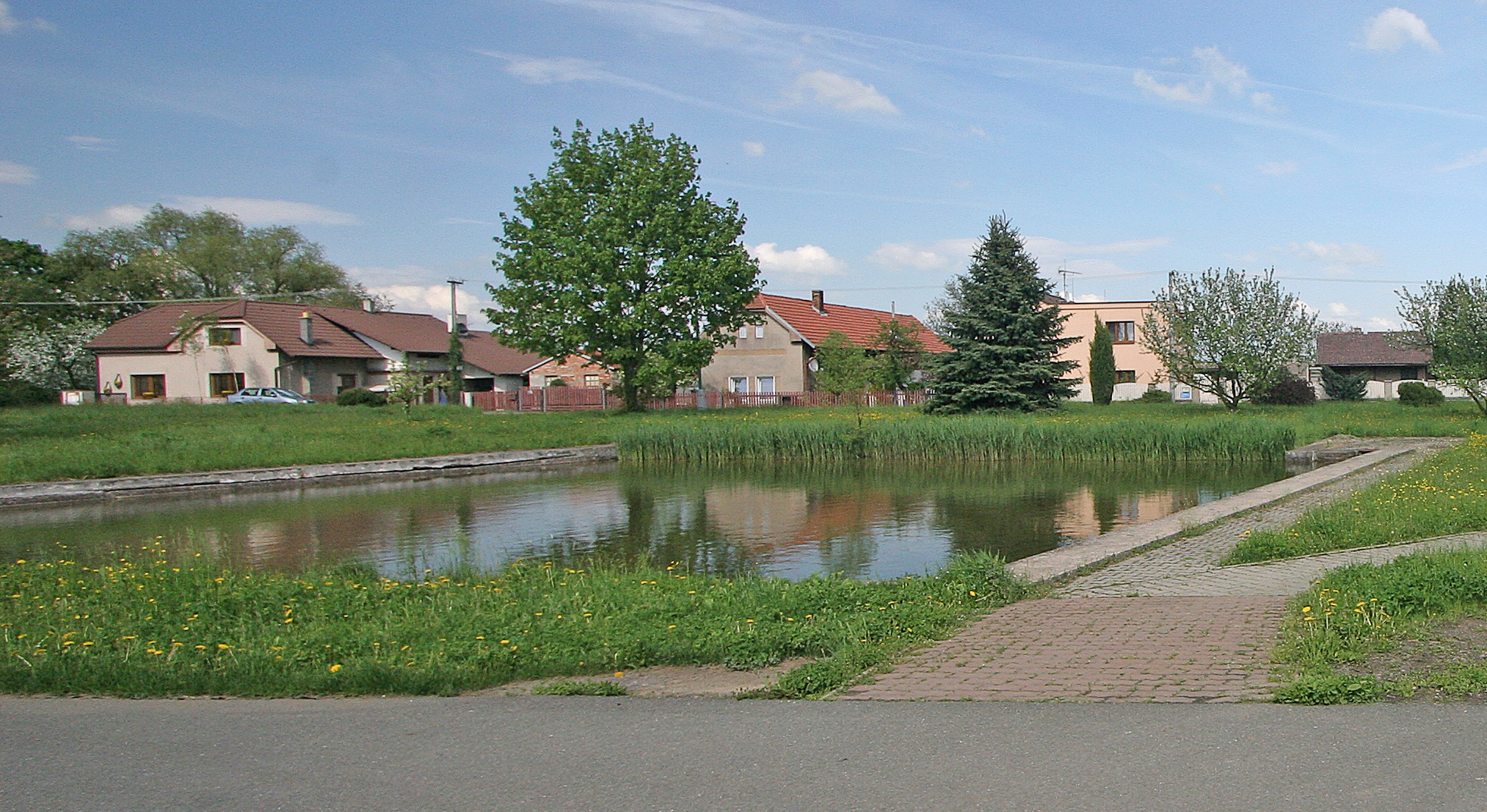
Dorfteich

Das von ausgedehnten Wäldern umgebene Dorf Újezd u Přelouče befindet sich am Bach Babidolský potok in der Středolabské tabule (Tafelland an der mittleren Elbe). Nordöstlich liegt der Teich Babidolský rybník, im Südosten der Strašovský rybník (Straschower Teich) und westlich der Davídek. Im Norden erheben sich der Tátrum (264 m n.m.) und die Kozí hora (258 m n.m.), südöstlich die Sušina (259 m n.m.) und im Süden die Lhotka (225 m n.m.).
Nachbarorte sind Rtanov und Klamoš im Norden, Chýšť, Malé Výkleky und Přepychy im Nordosten, Vápno im Osten, Sopřeč, Bukovina und Strašov im Südosten, Semín und Komárov im Süden, Kolesa, Tetov und Bílé Vchynice im Südwesten, Kundratice im Westen sowie Hradišťko II, Loukonosy, Pamětník und Štít im Nordwesten.

## Geschichte
Die erste schriftliche Erwähnung des Dorfes erfolgte im Jahre 1299 als Besitz der Burg Hradišťko. Spätestens seit der Mitte des 14. Jahrhunderts bestand in Ugezd ein Vladikensitz. Die älteste Nachricht über die Kirche St. Ägidius stammt von 1361, als Oneš und Jan von Ugezd das Kirchpatronat gemeinschaftlich mit den Vladiken von Klamoš ausübten. 1370 ist Ješek Diblík von Ugezd als Besitzer des Gutes nachweislich, zwischen 1412 und 1418 gehörte es dem Markvart von Ugezd. Im Laufe der 15. Jahrhunderts verliert sich die Spur der Vladiken von Ugezd; es wird angenommen, dass die Familie 1492 die Feste Badra erwarb und danach das Prädikat Báderský von Újezd gebrauchte. Das Gut Ugezd wurde mit der Herrschaft Hradišťko-Žiželice vereinigt.
Nachfolgende Besitzer der Herrschaft waren Heinrich von Wartenberg, die Grafen von Waldstein, ab 1517 Zdeniek Lev von Rosental und danach Wilhelm Kostka von Postupitz, der sie 1521 zusammen mit der Herrschaft Chlumetz an Vojtěch von Pernstein verkaufte. Johann von Pernstein, der die Herrschaften 1533 erworben hatte, veräußerte sie an König Ferdinand I., der sie 1547 zu einer Kammerherrschaft Chlumetz vereinigte. Im 16. Jahrhundert wurde Újezd mit dem seit 1397 nachweislichen Dorf Ostrovnice vereinigt; Ostrovnice erstreckte sich bachaufwärts von Újezd am linken Ufer des Babidolský potok. 1577 erhielt Johann von Wchinitz die Herrschaft als Pfand. König Matthias überschrieb 1611 die Kammerherrschaft Chlumetz für treue Dienste bei der Erlangung der Böhmischen Krone an Wenzel Graf Kinsky von Wchinitz und Tettau. Während des Ständeaufstandes von 1618 wurde der seit 1606 amtierende katholische Pfarrer Mathyas Linzer von Schönwerg aus Újezd vertrieben und ein protestantischer Prediger eingesetzt. Nachdem Wenzel Graf Kinsky 1620 in die Chlumetzer Pfarrkirche St. Ursula einfiel, um hussitische Gottesdienste zu unterbinden, brach in der Gegend ein Aufstand aus. Die Pfarrei Újezd erlosch während des Dreißigjährigen Krieges, die Kirche wurde zur Filiale der Pfarre Žiželice. In der berní rula von 1654 sind für Újezd und Ostrovnice zehn Bauern und zwei Kötter ausgewiesen. Der unregelmäßige und konzentrische Dorfplatz von Újezd war nur zu zwei Seiten bebaut. Ab 1721 gehörte die Újezder Kirche zur Pfarrei Vápno. Im Jahre 1775 kam es in der Herrschaft Chlumetz zu einem großen Bauernaufstand. 1820 wurde ein Schulhaus errichtet.
Im Jahre 1833 bestand das im Bidschower Kreis gelegene Dorf Augezd aus 31 Häusern, in denen 226 Personen lebten. Unter herrschaftlichem Patronat standen die Filialkirche zum hl. Ägidius und die Schule. Pfarrort war Wapno. Bis zur Mitte des 19. Jahrhunderts blieb Augezd der Fideikommissherrschaft Chlumetz untertänig.
Nach der Aufhebung der Patrimonialherrschaften bildete Oujezd ab 1849 eine Gemeinde im Gerichtsbezirk Chlumetz. Ab 1868 gehörte das Dorf zum Bezirk Neubydžow, zugleich wurde Štít eingemeindet. 1869 hatte Oujezd 298 Einwohner und bestand aus 37 Häusern. Im Jahre 1900 lebten in Oujezd 284 Menschen, 1910 waren es 303. Im Jahre 1904 löste sich Štít los und bildete eine eigene Gemeinde. 1921 wurde der Ortsname in Újezd geändert. 1930 hatte Újezd 325 Einwohner und bestand aus 57 Häusern. Nach dem Zweiten Weltkrieg wurde der Großgrundbesitz der Grafen Kinsky enteignet. Im Jahre 1949 wurde die Gemeinde dem Okres Přelouč zugeordnet, seit 1960 gehört Újezd zum Okres Pardubice. Auf Anordnung des Örtlichen Nationalausschusses (MNV) erfolgte 1977 der Abbruch der um 1737 errichteten Nischenkapelle mit dem Bildnis der Muttergottes. Am 1. Juni 1993 wurde der Gemeindename in Újezd u Přelouče geändert. Beim Zensus von 2001 lebten in den 67 Häusern der Gemeinde 189 Personen.

## Gemeindegliederung
Für die Gemeinde Újezd u Přelouče sind keine Ortsteile ausgewiesen. Zu Újezd u Přelouče gehört die Ortslage Ostrovnice.

## Sehenswürdigkeiten

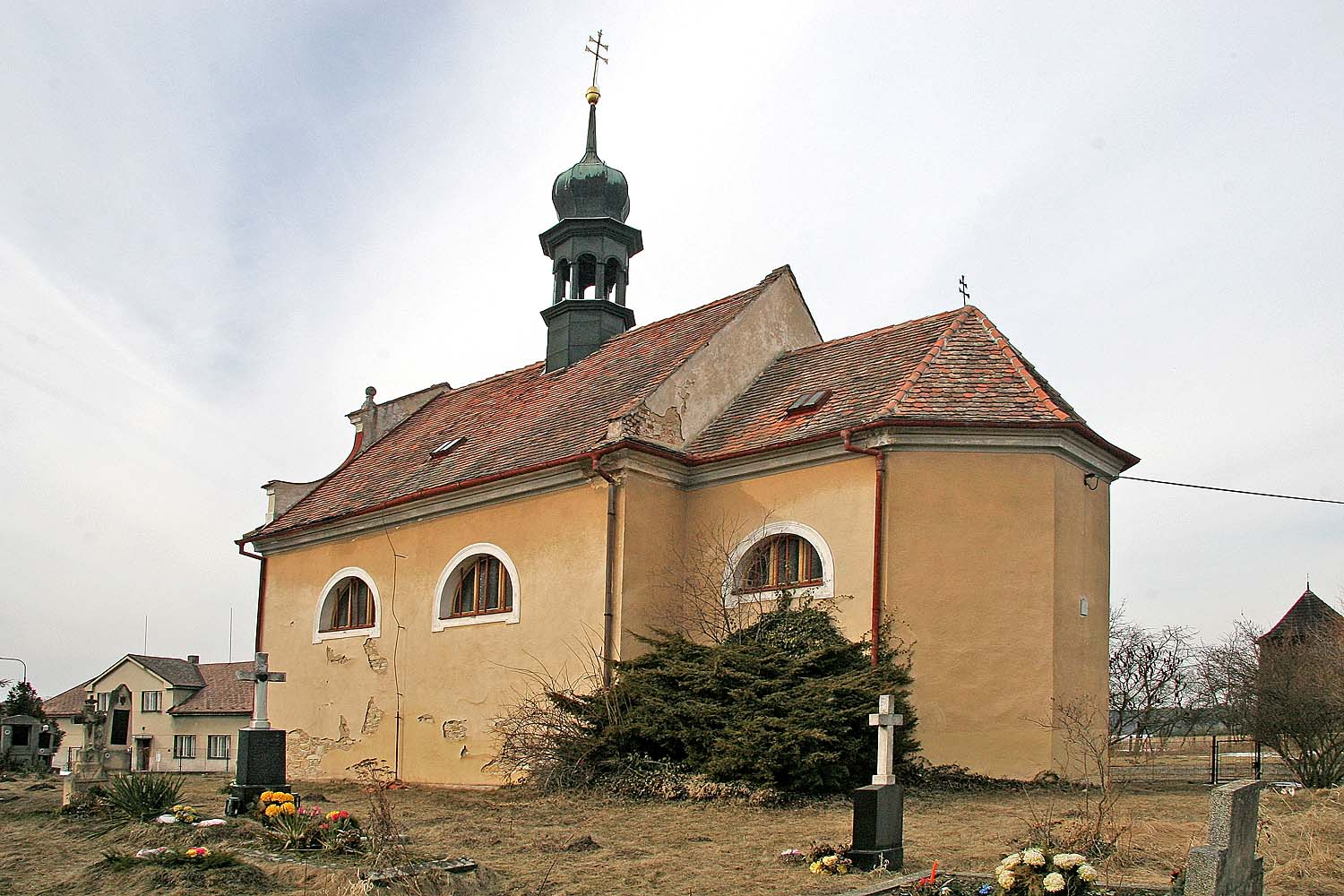
Kirche des hl. Ägidius

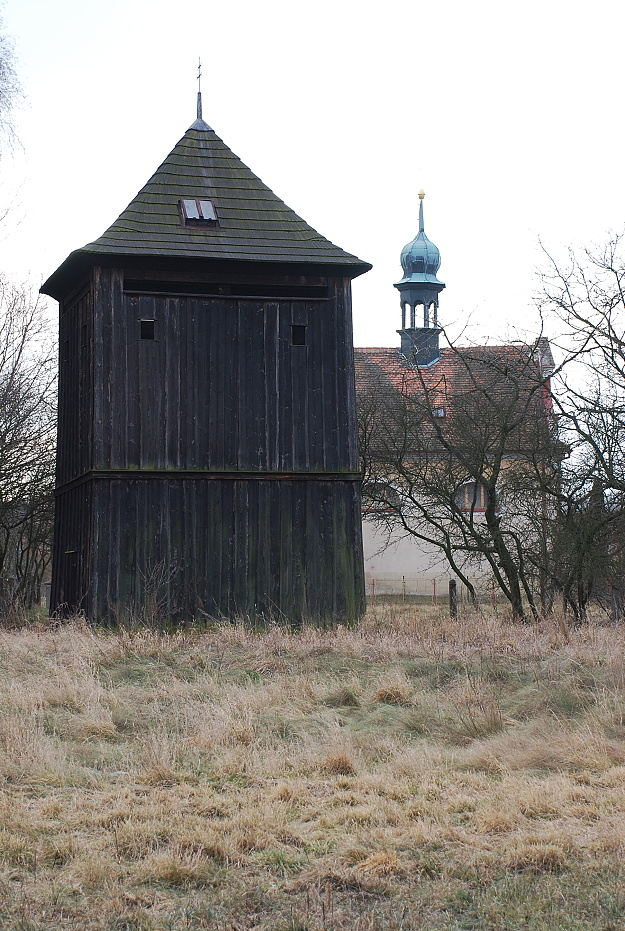
Glockenturm

- Kirche des hl. Ägidius, erbaut im 14. Jahrhundert. Im Jahre 1703 erfolgte der Anbau der Kapelle. Die Orgel stammt aus dem Jahre 1855. Im Jahre 1967 erfolgte eine Instandsetzung der Fassade, der Altar wurde 1970 restauriert. 1992–1993 fand eine Generalreparatur der Orgel statt.
- Freistehender hölzerner Glockenturm. Er wurde erstmals 1576 in der Pfarrchronik erwähnt und war zu dieser Zeit mit zwei Glocken ausgestattet. Bei der Instandsetzung von 1828 wurde die Höhe des Turmes deutlich reduziert. 1916 wurde die eine Glocke nach Vápno abgegeben. 1974 erfolgte der Austausch der verfaulten Balken und die Installation eines Blitzschutzes. Das mittägliche Läuten oblag dem Besitzer des Hauses Nr. 8. In der Mitte der 1990er Jahre wurde das Mittagsläuten wegen der schlechten Gesundheit des Glöckners eingestellt.